# Porte de Morat

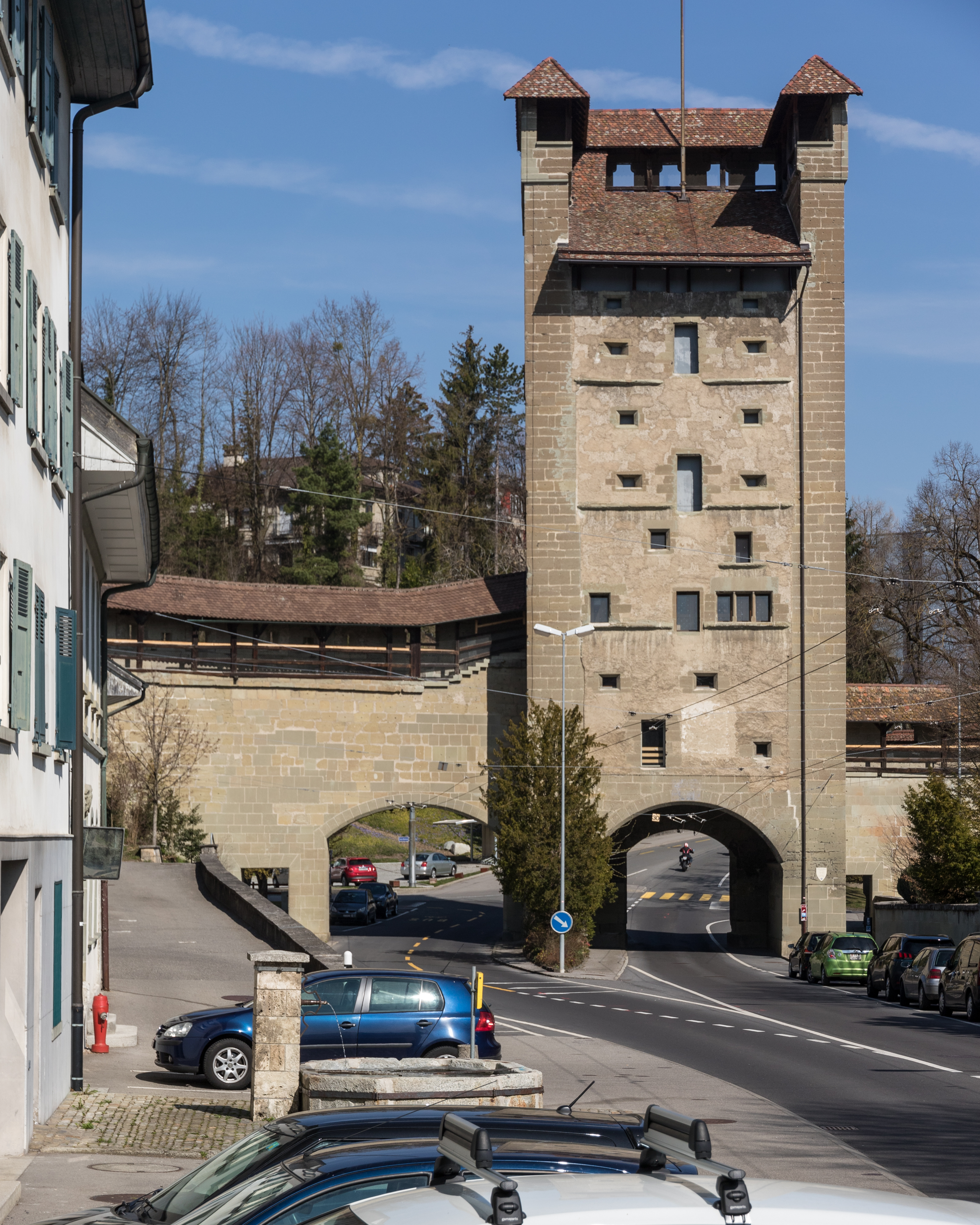
Porte de Morat od strony miasta

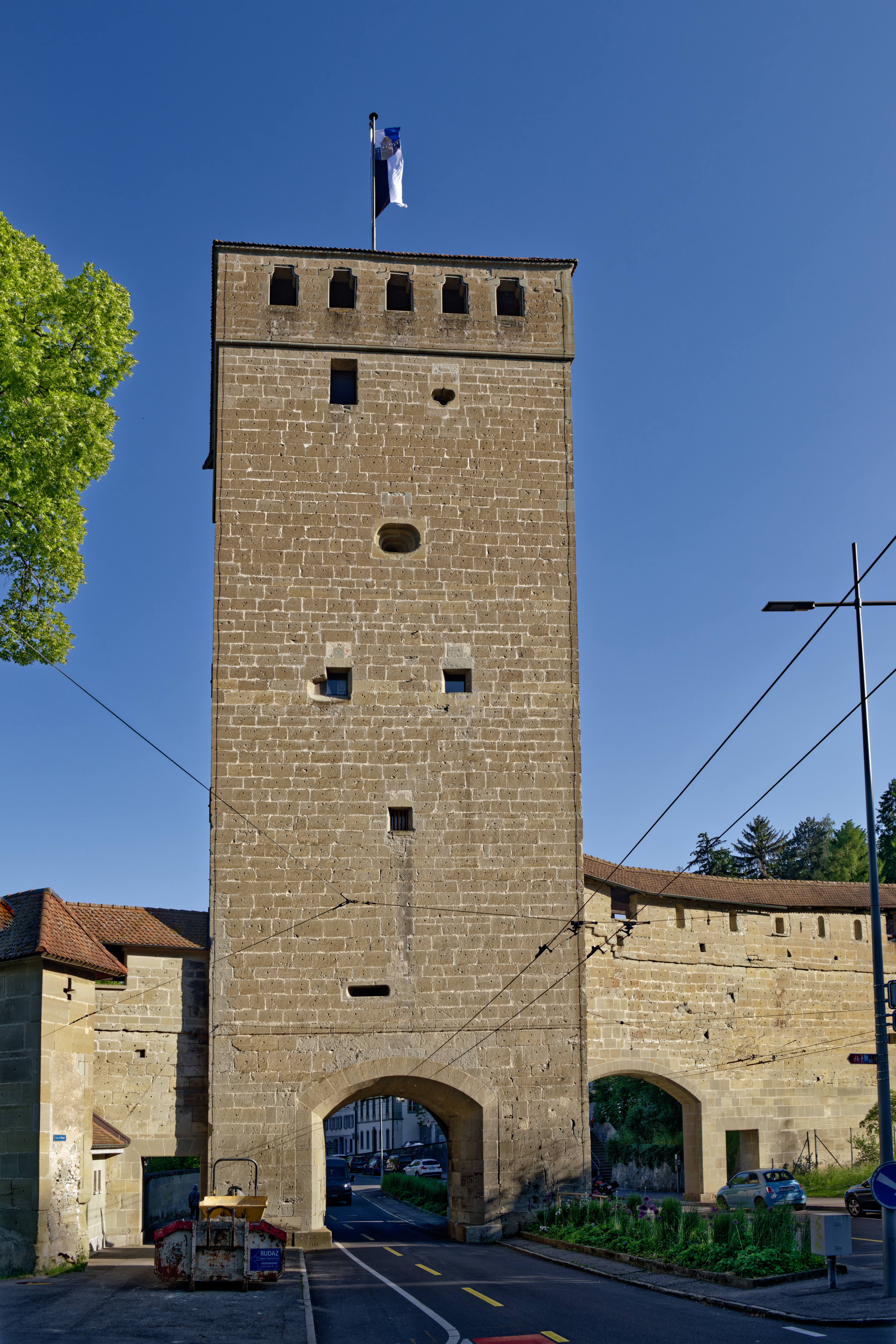
Porte de Morat od strony zewnętrznej

Porte de Morat (też: Tour-Porte de Morat (Wieża-Brama Morat), niem. Murtentor) – jedna z kilku zachowanych bram miejskich Fryburga w Szwajcarii. Była i pozostaje najbardziej monumentalną ze wszystkich bram, które zdobią fortyfikacje tego miasta. Jej nazwa związana jest z tym, iż przez nią wychodziła droga ze średniowiecznego Fryburga w kierunku Morat (niem. Murten). Według tradycji przez tę bramę wbiegł do miasta w 1476 r. posłaniec, przynoszący wieść o zwycięstwie w bitwie pod Morat, która zadecydowała m.in. o niezależności pierwszej konfederacji ośmiu kantonów szwajcarskich.

## Położenie
Znajduje się w północnej części starego miasta Fryburga, po lewej stronie Sarine, ok. 150 m od jej brzegu. Jest najbardziej na północ wysuniętą bramą w murach miejskich Fryburga. Leży w osi dzisiejszej ulicy Rue de Morat.

## Historia
Pierwotnie, od XIII w., znajdował się w tym miejscu most na głębokim rowie oraz postawiona za nim brama, zwana Porte de Donnamary. Obecna brama została wzniesiona w latach 1410 – 1414 pod kierunkiem mistrza Nicolasa Girarda. Jej przykrycie dachowe wykonali w latach 1414 – 1416 Antoine Burquinet i Pierre Chapottat. Powstała jako jeden z ostatnich elementów obrony miasta, usytuowany w trzecim, najbardziej zewnętrznym pierścieniu murów. Pierwotnie wieża bramna miała strukturę łupinową: była otwarta od strony miasta tak, aby w przypadku zdobycia przez napastnika nie mógł on wykorzystać obiektu przeciwko samemu miastu. W 1482 roku ukończono prace nad dodatkowym pierścieniem muru w formie barbakanu, usytuowanym przed bramą.
Transformacja strzelnic dla łuczników w ambrazury dla dział i innej broni palnej, jak i zamurowanie fasady od strony miasta miały miejsce w latach 1560-1567. W latach 1650-1653 miała miejsce przebudowa dachu.
Rozbiórka w roku 1888 zespołu uformowanego w ciągu XV wieku oraz poszerzenie otworu bramy nastąpiły w związku z potrzebą poszerzenia ulicy. W 1950 r. po zachodniej stronie bramy przebito fragment muru miejskiego w celu budowy drugiego pasa jezdni.

## Architektura
Brama Morat jest najbardziej imponującą z fortyfikacji miasta. Murowana z kamienia, wzniesiona na planie prostokąta o wymiarach 10,5 x 12 m, ma siedem kondygnacji i wysokość 34 m.

## Dziś
Obecnie wewnątrz znajduje się m.in. wysoka na 10 m ściana wspinaczkowa z ok. pięćdziesięcioma drogami o różnej skali trudności, którą zawiaduje Sekcja Gruyères Szwajcarskiego Klubu Alpejskiego.